# 顆粒丙酸桿菌
顆粒丙酸桿菌(学名：Propionibacterium granulosum)，和痤瘡桿菌一樣，寄生在人類的皮膚。但其數量只有痤瘡桿菌的十分之一。顆粒丙酸桿菌也是人類腸道的其中一個益生菌。